# JetPac
JetPac ist ein Computerspiel des Unternehmens Ashby Computers and Graphics (Ultimate Play The Game) für den Sinclair ZX Spectrum. Es erschien 1983 auf dem britischen Markt und wurde über 300.000 Mal verkauft. Statistisch besaß so etwa jeder dritte ZX-Spectrum-Anwender ein legales Exemplar.
1984 erschien der Nachfolger Lunar Jetman. Erst 1990 erschien der dritte Teil der Jetman-Serie Solar Jetman.
1999 wurde das Spiel als eine Art Bonusrunde in Donkey Kong 64 integriert. Bis heute finden sich – besonders im Bereich der Freeware – zahlreiche Adaptionen, teilweise mit moderner Grafik.

## Spielprinzip
Der Spieler findet sich in der Rolle eines raketenberucksackten Astronauten, der von einem Planeten fliehen will. In fünf Leveln muss er Einzelteile einer Rakete suchen, einsammeln und zusammensetzen. Die Rakete (in Level 5 ein Spaceshuttle) gilt es abschließend aufzutanken. Behindert wird er dabei von außerirdischen Gegnern, gegen die er sich mit einem Phaser zur Wehr setzt. Wenn alle Teile des Raumschiffs zusammengefügt sind, und das Schiff betankt ist, startet das nächste Level.
Das Spiel ist ein Genremix aus Jump ’n’ Run, Shoot ’em up und Geschicklichkeitsspiel. Der Spieler muss, durch Einsatz seiner Raketenschubkraft, nach oben fliegen und auf den Plattformen landen. Dort liegen die Raketenteile, die er durch darüberlaufen einsammeln muss. Ein ähnliches Spiel ist Bomb Jack.

## Entwickler
Der Spieledesigner war Chris Stamper, die Grafik steuerte Tim Stamper bei.
Das Spiel läuft auf einem 16-kB-Spectrum und ist auch auf anderen Computern, durch seine typische Farbgebung, als Spectrum-Spiel erkennbar.

## Portierungen
- VC 20 (1983)
- BBC Micro
- Commodore 64 (1984 als Bac Pac)
- PC (1993 als Jetpack, Freeware mit Level-Editor)
- PC (2003 als JetPac 2003)
- Schneider CPC (2014, built-in Emulator)